# Арбузов (хутор)
Арбу́зов — хутор в Мартыновском районе Ростовской области.
Входит в состав Рубашкинского сельского поселения.

## Физико-географическая характеристика
Хутор расположен в центральной части Мартыновского района на левом берегу реки Сал, на высоте около 30 метров над уровнем моря. Рельеф местности — холмисто-равнинный. Общий уклон местности с востока на запад. Почвы — тёмно-каштановые, в пойме реки Сал — засоленные пойменные.
По автомобильной дороге расстояние до Ростова-на-Дону составляет 200 км, до районного центра слободы Большая Мартыновка — 7 км, до административного центра сельского поселения посёлка Новомартыновский - 7,7 км, до г. Волгодонска - 67 км.

### Часовой пояс
Арбузов, как и вся Ростовская область, находится в часовой зоне МСК (московское время). Смещение применяемого времени относительно UTC составляет +3:00.

### Улицы
- ул. Ковалева,
- ул. Краснопартизанская,
- ул. Сальская,
- ул. Школьная.

## История
Основан в конце XIX века как временное поселение Гарбузовское в юрту калмыцкой станицы Денисовской, относившейся к Сальскому округу Области Войска Донского. Согласно данным первой Всероссийской переписи населения в 1897 году в поселении проживало 210 душ мужского и 210 женского пола. Население поселения увеличивалось медленно. Согласно алфавитному списку населённых мест Области войска Донского 1915 года в поселении Арбузовском станицы Денисовской имелось 72 двора, проживало 220 мужчин и 216 женщин.
В данных Всесоюзной переписи населения 1926 года поселение значится как село Арбузово Арбузовского сельсовета Романовского района Сальского округа Северо-Кавказского края. население составило 437 человек, из них великороссов — 344 человек.

## Население
Динамика численности населения
| 1897 | 1915 | 1926 |
| ---- | ---- | ---- |
| 420  | 436  | 437  |

| 1915 | 1926 | 2010 |
| ---- | ---- | ---- |
| 436  | ↗437 | ↗640 |

Большинство населения составляют русские. Значительна доля украинцев и лиц смешанного русско-украинского происхождения, которые в настоящее время идентифицируют себя как русские либо не склонны видеть разницу между этими народами.
В ходе общения между некоторыми представителями старшего поколения общепринятой разговорной формой языка является суржик, наблюдается активное использование украинизмов.
В х. Арбузове имеется большая диаспора турок-месхетинцев, начавших массово переселяться в Ростовскую область в конце XX века преимущественно из Ферганской области Узбекистана.
Также в хуторе проживают даргинцы, белорусы, евреи, русские немцы и греки, ряд семей имеет калмыцкие корни.

## Знаковые события
В 1940 году по усилиями рабочего коллективного хозяйства комунны им. Ворошилова Кучмы Ивана Ефимовича и школьного учителя физики Погорелова Филлипа Павловича на р. Сал была построена первая гидроэлектростанция, которая осветила дома жителей коммуны. Часть жителей коммуны переселилась в х. Арбузов, который располагается в непосредственной близости. Памятный знак был установлен в июне 2006 года благодарными потомками.

## Гидрография
В непосредственной близости от х. Арбузов расположены Донской магистральный канал и р. Сал, бассейны которых местные жители активно используют для рыболовства. В указанных водоемах водятся толстолобики, плотвы, сомы (иногда достигающие впечатляющих размеров), бычки-бубыри, тарань (таранки), сазаны, уклейки (сибильки) и большое количество других видов рыб, а также раки, которые пользуются особой популярностью в Ростовской области.

## Образование

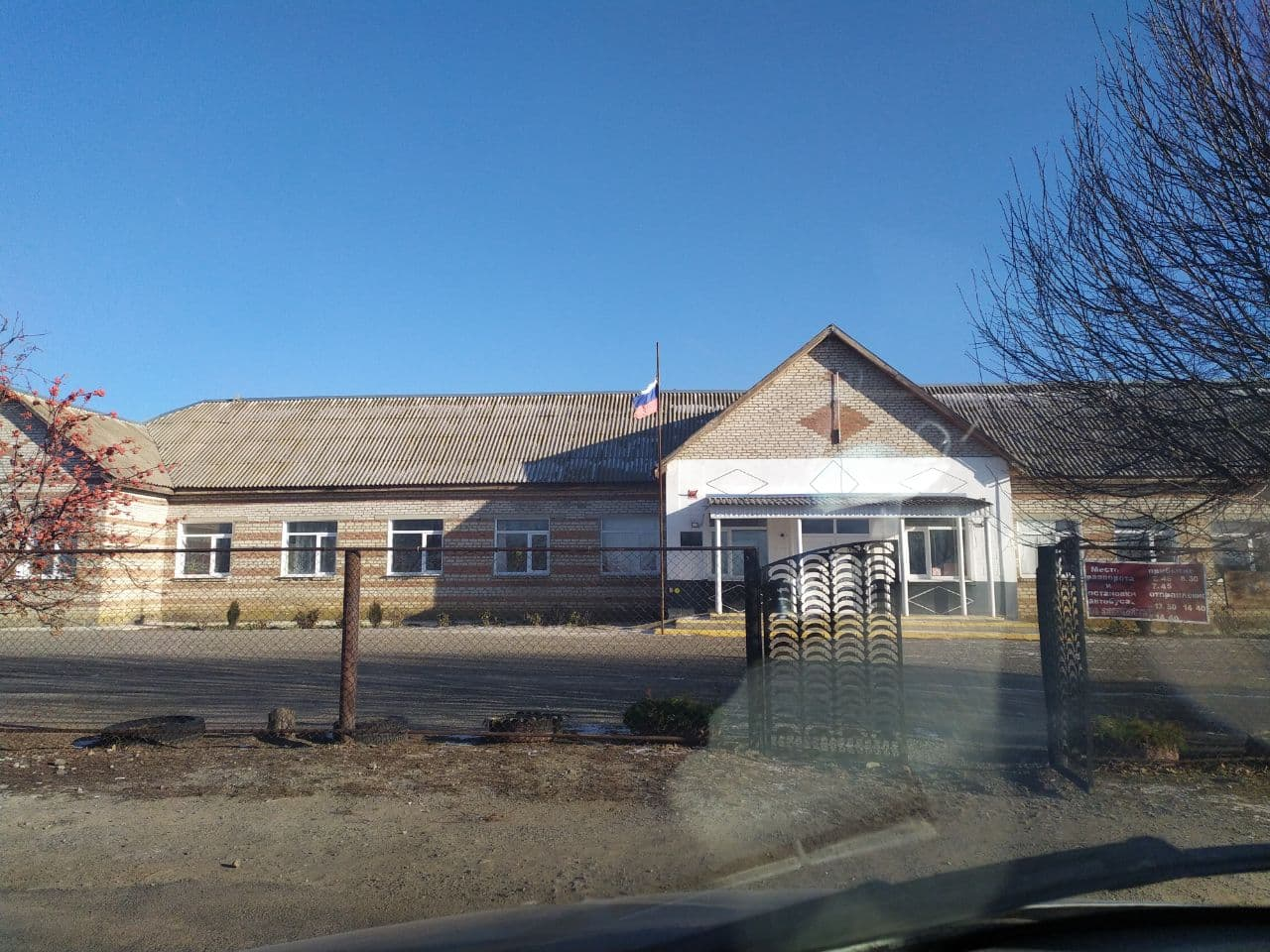

Общеобразовательным учреждением среднего общего образования является МБОУ ООШ № 16, в котором обучаются дети с 1 по 9 классы включительно, где, помимо жителей х. Арбузов, проходят обучение жители п. Типчаковый, х. Московский, х. Степной, х. Новый, других населённых пунктов и так называемых «точек» (отдельно расположенных в степи крестьянских хозяйств). Подвоз учащихся осуществляется школьным автобусом. Форма обучения — очная.
МБОУ ООШ № 16 была организована первоначально как начальная школа в бывшем «калмыцком» доме в 1923 году.
В 40 — 50 годы XX века в школе работали учителями супруги Хворостянченко Кузьма Иосифович и Хворостянченко Анна Никитична.
В 1957 году школа была преобразована в восьмилетнюю, находилась в 3-х приспособленных для осуществления образовательной деятельности зданиях.
01 сентября 1996 года было открыто новое типовое здание школы по ул. Школьная, дом 24. В школе работало 14 педагогов.
С 2000 по 2010 год директором школы был Мартынов Александр Николаевич, до 2007 года завучем его завучем была Павлова Марина Юрьевна, в дальнейшем завучем являлась Нариманян Зинаида Иосифовна.
С 2010 года и по сегодняшний день директором школы является Краснова Галина Анатольевна, завучем — Ефименко Сергей Анатольевич.
На конец 2013 — 2014 учебного года школу посещают 136 учеников.
На январь 2020 года в школе осуществляют педагогическую деятельность 15 педагогов, 53 % которых имеют высшее образование. Средний возраст педагогов — 39 лет.
В МБОУ ООШ №16 есть столовая, спортзал площадью 150 кв. м, компьютерный класс, подключение к интернету, интерактивные доски, учебная столярная мастерская, библиотека, спортплощадка. Школа полностью обеспечена техническим и учебно-вспомогательным персоналом.
МБОУ ООШ № 16 носит имя Гончарова Ивана Семеновича, участника Великой Отечественной войны, полного кавалера ордена Славы и кавалера ордена Красной звезды, являющегося уроженцем х. Арбузов.
В хуторе расположен МБДОУ детский сад «Теремок», который был создан в 1989 году.

## Историко-культурное наследие
На территории и в непосредственной близости от х. Арбузов расположены курганы «Арбузов IV» (южная окраина), Арбузов V (3 км к северо-востоку), Арбузов VII (3,5 км к северо-востоку), курганные группы «Арбузов VII» (3,5 км к северо-востоку), «Арбузов I» (8 курганов, юго-восточная окраина хутора), «Арбузов II» (3 кургана, 2,5 к юго-востоку), «Арбузов III» (5 курганов, на территории хутора), «Арбузов VI» (4 кургана, 3 км к северо-востоку), а также поселение «Арбузовское» (2,5 км к юго-западу). Предположительно, указанные объекты являются местами захоронений лиц индоевропейского происхождения.
В августе 2019 года вследствие прокладки газопровода были осуществлены обязательные археологические изыскания, вследствие чего археологами был в пределах кургана «Арбузов IV» были найдены останки женщины, относящиеся к III-V векам д. н. э.

## Известные уроженцы
- Гончаров, Иван Семёнович (род. 5 мая 1923 — 29 марта 1945) — старшина Красной армии, герой Великой Отечественной войны, полный кавалер ордена Славы и кавалер ордена Красной звезды, погибший в Польше при наступлении советских войск.
- Мартынов, Александр Николаевич (род. 28 апреля 1970 - 01 декабря 2022) — педагог высшей категории со стажем более 25 лет[22], заслуженный учитель Кабардино-Балкарской Республики, поисковик организации «Боевые рубежи», специалист в области краеведения Мартыновского района, директор МБОУ ООШ № 16 в период с сентября 2000 года по сентябрь 2010 года, ведущий краеевед Мартыновского района. В настоящей момент подготавливается публикация по собранным им материалам.